# Туньяс, Хуан
Хуа́н Ту́ньяс (исп. Juan Tuñas; 17 июля 1917, Гавана — 4 апреля 2011, Мехико) — кубинский футболист, нападающий. Долгое время оставался единственным живущим игроком сборной Кубы, которая в 1938 году участвовала в чемпионате мира во Франции. Туньяс начал свою карьеру в клубе «Хувентуд Астуриана», а также выступал за клуб  «Сентро Гальего». В возрасте 16-ти лет Туньяс дебютировал в составе сборной Кубы. Во время своих выступлений он получил прозвище Romperredes за его точные и мощные удары по воротам. На чемпионате мира Туньяс провёл 3 матча. После чемпионата мира Туньяс уехал в Мексику, где выступал за клуб «Реал Эспанья», с которым дважды был чемпионом страны в 1942 и 1945 годах. Туньяс долгое время проживал в Мексике, вплоть до своей кончины 4 апреля 2011 года.

## Достижения
- Чемпион Мексики: 1942, 1945